# Quattro matrimoni
Quattro matrimoni è un programma televisivo italiano di genere reality, andato in onda dal 2014 al 2017 su Fox Life e dal 2021 al 2024 su Sky Uno e Now e replicato come molte produzioni Sky su TV8. Nella quarta stagione, lo show viene commentato dalla speaker radiofonica La Pina, mentre dalla quinta viene condotto da Costantino della Gherardesca.
Il programma, basato sul format inglese Four Weddings in onda sul canale Sky Witness, vede sfidarsi tra loro quattro spose, che giudicano le cerimonie nuziali delle loro 'rivali'. I parametri di valutazione sono quattro: location, abito, cibo ed evento generale.
Nelle prime tre edizioni i voti con i quali si esprimeva la propria valutazione erano compresi tra 0 e 10, mentre dalla quarta edizione i voti con i quali si valutano i matrimoni vengono tradotti in punti attraverso una classifica: il primo classificato prende 10 punti, il secondo 6 punti ed il terzo 3 punti. Al termine di ogni puntata le spose si riuniscono presso un castello, aspettando una limousine che trasporta il marito della vincitrice. Il premio per ogni episodio è un viaggio di nozze in una location da sogno.
Dalla quarta stagione ci sono delle puntate speciali, dove compaiono i mariti delle spose: in alcuni episodi la gara si svolge tra le coppie, mentre in altri solo tra i mariti.
A partire dalla quinta stagione, il conduttore Costantino della Gherardesca per determinare la sposa vincitrice può dare un bonus di 10 punti al matrimonio più bello.
Nato come programma per la rete satellitare Fox Life nel 2014, lo show ha acquisito popolarità negli anni successivi con le repliche su TV8 trasmesse in daytime, salvo poi chiudere nel 2024.

## Edizioni
| Edizione | Titolo del programma        | Episodi | Conduzione                   | Periodo          | Periodo          | Rete     | Rete   |
| Edizione | Titolo del programma        | Episodi | Conduzione                   | Inizio           | Fine             | Pay      | Free   |
| -------- | --------------------------- | ------- | ---------------------------- | ---------------- | ---------------- | -------- | ------ |
| Pilota   | Matrimoni all'italiana      | 1       | Emanuela Folliero            | 10 maggio 2011   | 10 maggio 2011   | -        | Rete 4 |
| 1        | Quattro matrimoni in Italia | 6       | Non presente                 | 8 gennaio 2014   | 12 febbraio 2014 | Fox Life | TV8    |
| 2        | Quattro matrimoni in Italia | 15      | Non presente                 | 1 dicembre 2014  | 1 luglio 2015    | Fox Life | TV8    |
| 3        | Quattro matrimoni in Italia | 10      | Non presente                 | 14 dicembre 2015 | 15 febbraio 2016 | Fox Life | TV8    |
| 4        | Quattro matrimoni in Italia | 8       | La Pina                      | 29 marzo 2017    | 17 maggio 2017   | Fox Life | TV8    |
| 5        | Quattro matrimoni           | 8       | Costantino della Gherardesca | 10 ottobre 2021  | 28 novembre 2021 | Sky Uno  | TV8    |
| 6        | Quattro matrimoni           | 8       | Costantino della Gherardesca | 2 ottobre 2022   | 20 novembre 2022 | Sky Uno  | TV8    |
| 7        | Quattro matrimoni           | 8       | Costantino della Gherardesca | 2 giugno 2024    | 21 luglio 2024   | Sky Uno  | TV8    |

## Quattro matrimoninel mondo
| Paese       | Titolo                           | Canale        | Anno di prima visione |
| ----------- | -------------------------------- | ------------- | --------------------- |
| Australia   | Four Weddings                    | Seven Network | 2010                  |
| Canada      | Four Weddings                    | Slice Network | 2012                  |
| Finlandia   | Neljät häät                      | Nelonen       | 2011                  |
| Francia     | 4 Mariages pour 1 Lune de Miel   | TF1           | 2011                  |
| Germania    | 4 Hochzeiten und eine Traumreise | VOX           | 2012                  |
| Romania     | 4 nunţi şi o provocare           | Pro TV        | 2013                  |
| Stati Uniti | Four Weddings                    | TLC           | 2010                  |